# 더비셔주
더비셔주(영어: Derbyshire)는 잉글랜드의 주로 주도는 매틀록이며 면적은 2,625km2, 인구는 1,019,500명(2014년 기준), 인구 밀도는 388명/km2이다. 북서쪽으로는 그레이터맨체스터주, 북쪽으로는 웨스트요크셔주, 북동쪽으로는 사우스요크셔주, 동쪽으로는 노팅엄셔주, 남동쪽으로는 레스터셔주, 남서쪽으로는 스태퍼드셔주, 서쪽으로는 체셔주와 접한다. 주 안에는 단일 자치주인 더비가 위치한다. 더비셔주의 더비는 사회학자 허버트 스펜서가 태어난 곳이다.